# Rắn đai lớn
Rắn đai lớn (Cyclophiops major) là một loài rắn trong họ Rắn nước. Loài này được Günther mô tả khoa học đầu tiên năm 1858.
Loài này có ở Việt Nam.

## Hình ảnh

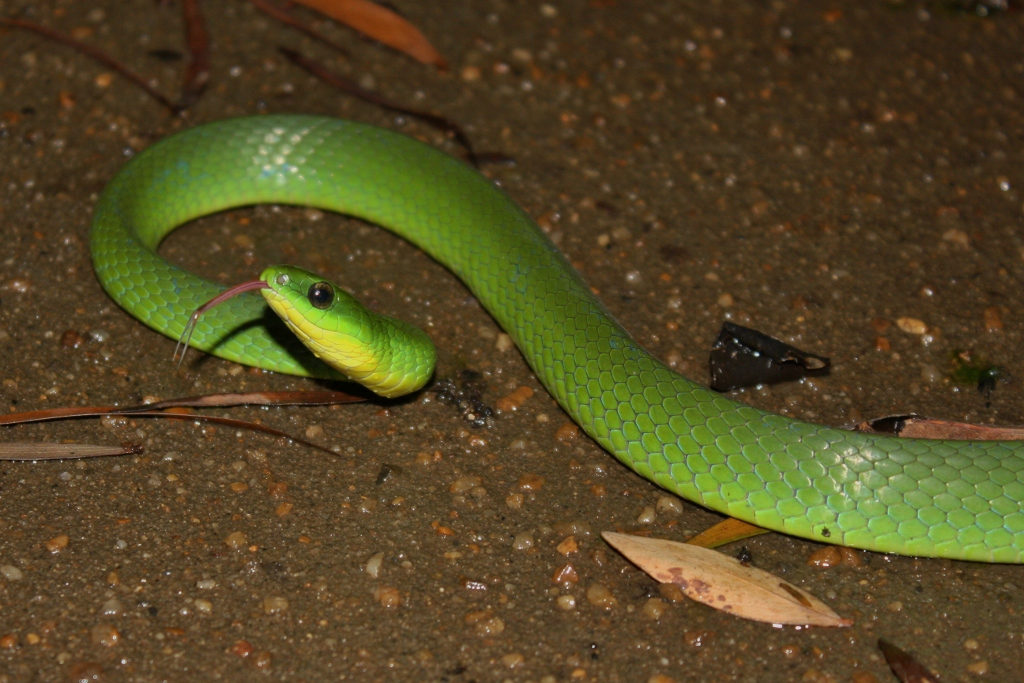
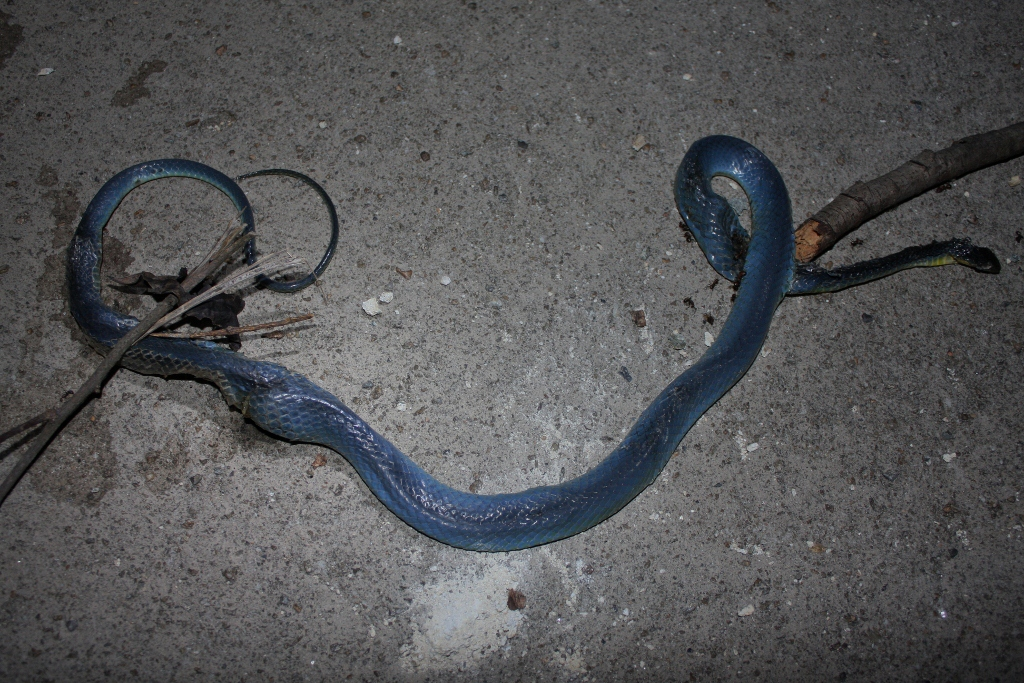
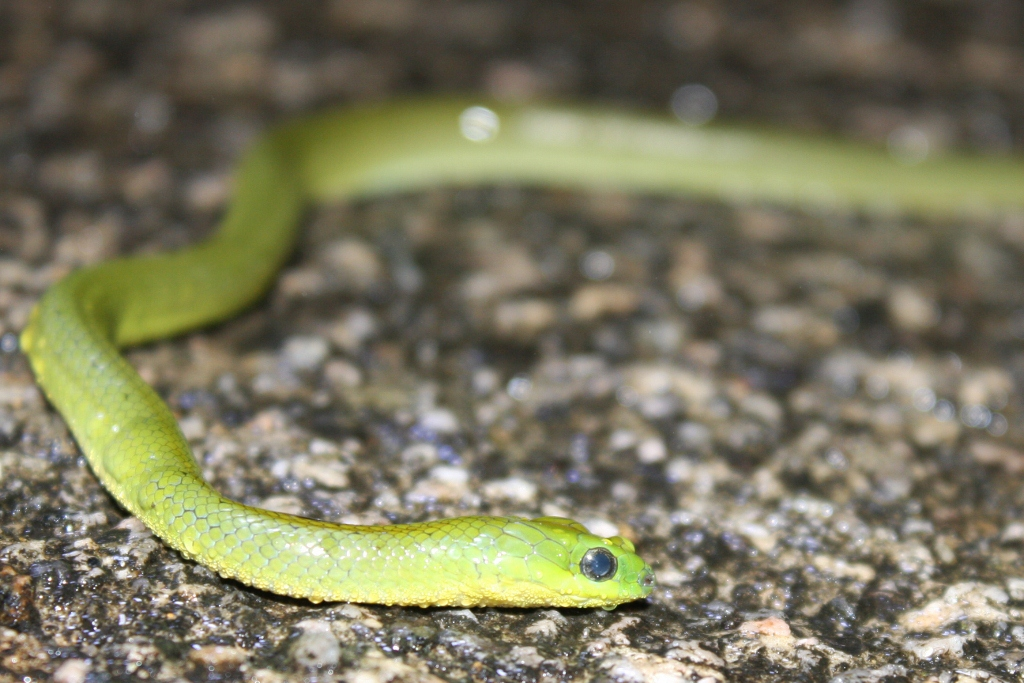
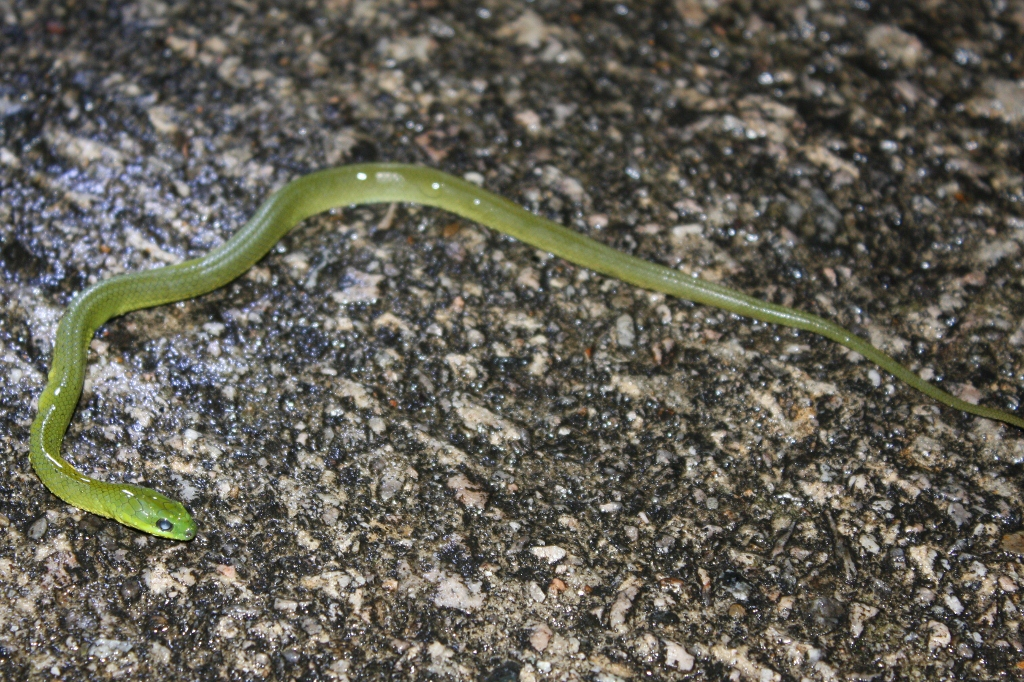